# Торстен Шик
Торстен Шик (нім. Thorsten Schick, нар. 19 травня 1990, Грац) — австрійський футболіст, півзахисник віденського «Рапіда».

## Клубна кар'єра
Вихованець футбольного клубу «Штурм» з рідного міста Грац. 

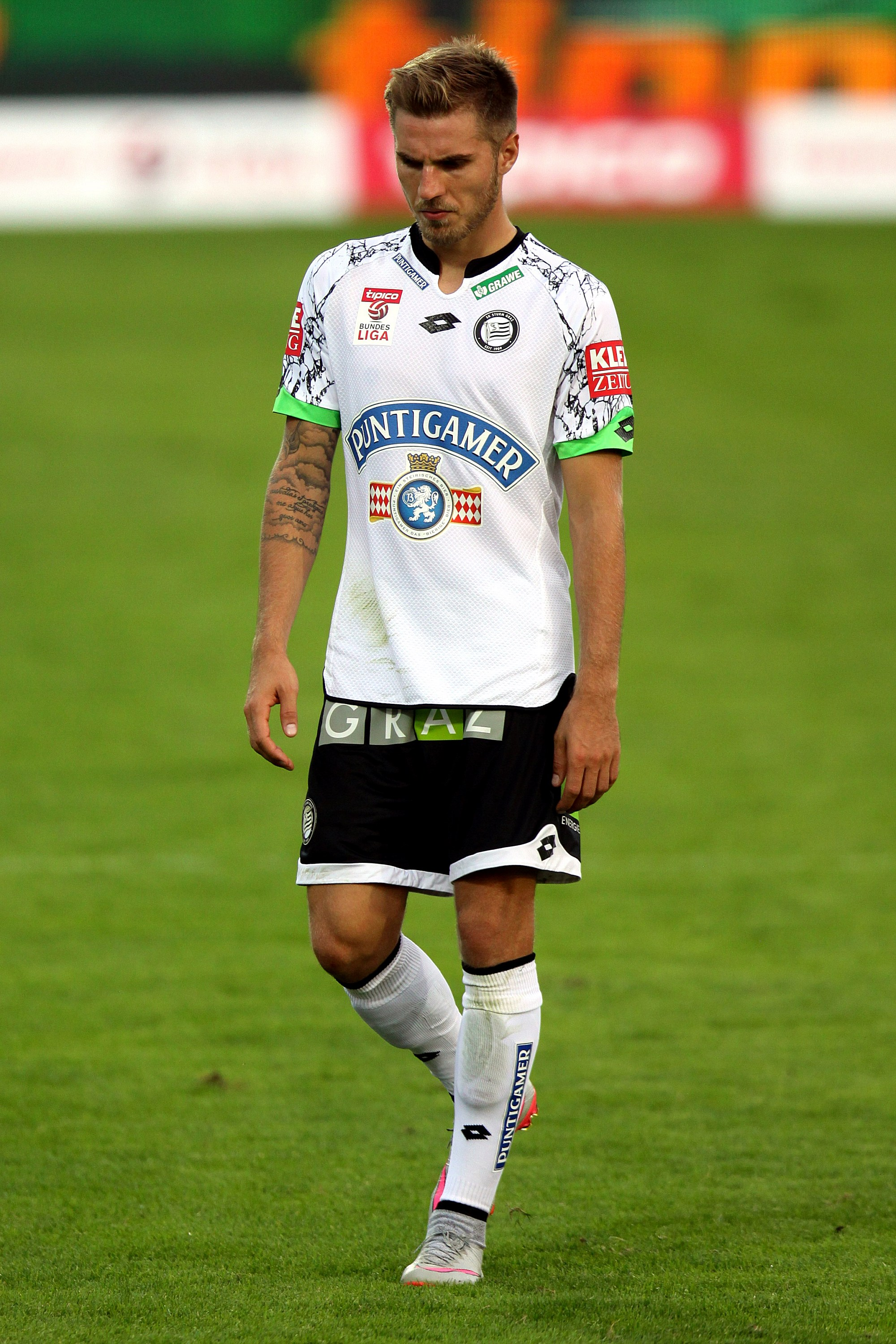
Торстен Шик під час виступів за «Штурм» (Грац). 13 вересня 2015 року.

З 2007 року став виступати за другу команду, що грала у Регіональній лізі, в якій провів два сезони, взявши участь у 57 матчах чемпіонату. Після цього грав на правах оренди у складі клубів «Граткорн» та «Альтах» в другому за рівнем дивізіоні країни.
Своєю грою за останню команду привернув увагу представників тренерського штабу клубу австрійської Бундесліги «Адміра-Ваккер», до складу якого приєднався влітку 2012 року. Відіграв за команду з Медлінга наступні два сезони своєї ігрової кар'єри. Більшість часу, проведеного у складі «Адміри-Ваккер», був основним гравцем команди.
19 серпня 2014 року Шик повернувся в рідний «Штурм» (Грац), у складі якого провів наступні два роки своєї кар'єри гравця. Граючи у складі «Штурма» також здебільшого виходив на поле в основному складі команди.
Влітку 2016 року приєднався до лав швейцарського «Янг Бойз». 2018 року допоміг команді здобути перший для неї за 32 роки титул чемпіона Швейцарії. В наступному сезоні захистив цей чемпіонський титул. 
Влітку 2019 року повернувся на батьківщину, ставши гравцем віденського «Рапіда».

## Виступи за збірну
2009 року провів три матчі у складі молодіжної збірної Австрії до 20 років.

## Титули і досягнення
- Чемпіон Швейцарії (1):

«Янг Бойз»: 2017-18, 2018-19